# Goodbye Yellow Brick Road
Goodbye Yellow Brick Road (в переводе с англ. — «Прощай, дорога из жёлтого кирпича») — седьмой студийный альбом английского певца, пианиста и композитора Элтона Джона. Двойной альбом был выпущен 5 октября 1973 года лейблом DJM Records. Записанный в Шато д’Эрувиле во Франции, альбом стал двойным LP, как только Джон и его группа вдохновились этим местом. Среди 17 треков альбом содержит хиты «Candle in the Wind», синглы номер один в США «Bennie and the Jets», «Goodbye Yellow Brick Road» и «Saturday Night’s Alright for Fighting», а также концертный фаворит «Funeral for a Friend/Love Lies Bleeding».
Альбом имел большой коммерческий успех, достигнув первого места в Billboard Top LPs & Tape; с тех пор было продано более 30 миллионов копий по всему миру, и его многие считают вершиной творчества исполнителя. В 2003 году пластинка была включена в зал славы премии «Грэмми» и продолжает высоко цениться в различных рейтингах. В списке «500 величайших альбомов всех времён» журнала Rolling Stone за 2020 год она заняла 112-е место.

## Об альбоме
Goodbye Yellow Brick Road был записан в мае 1973 года на студии во французском замке Шато д’Эрувиль, расположенном в муниципалитете Эрувиль, и выпущен в октябре того же года в США и Канаде на лейбле MCA Records и в остальных странах компанией DJM Records. На пластинке присутствует песня «Candle in the Wind», написанная в память о Мэрилин Монро, а также три успешных сингла: «Bennie and the Jets», «Goodbye Yellow Brick Road» и «Saturday Night’s Alright for Fighting». Это первый двойной альбом в дискографии музыканта.
Goodbye Yellow Brick Road стал наиболее успешным в коммерческом отношении альбомом в карьере певца. Он занял первое место в чартах США и Великобритании и получил сертификат платинового диска от Британской ассоциации производителей фонограмм и восьмикратно платинового — от Американской ассоциации звукозаписывающих компаний. Его мировой тираж составляет свыше 30 миллионов экземпляров.
Первоначально альбом получил смешанные отзывы критиков, посчитавших его излишне затянутым и неоднородным, хотя и содержащим несколько хороших композиций, однако позднее он стал рассматриваться как лучший и самый популярный альбом Элтона Джона. В журнале Rolling Stone его поставили на 91-е место в списке «500 величайших альбомов всех времён». Он также занял 59-е место среди ста лучших альбомов по версии британского телеканала Channel 4.

## Список композиций
Слова и музыка всех песен — Элтон Джон и Берни Топин.
| №  | Название                                  | Длительность |
| -- | ----------------------------------------- | ------------ |
| 1. | «Funeral for a Friend/Love Lies Bleeding» | 11:08        |
| 2. | «Candle in the Wind»                      | 3:50         |
| 3. | «Bennie and the Jets»                     | 5:23         |

| №  | Название                    | Длительность |
| -- | --------------------------- | ------------ |
| 1. | «Goodbye Yellow Brick Road» | 3:14         |
| 2. | «This Song Has No Title»    | 2:23         |
| 3. | «Grey Seal»                 | 3:58         |
| 4. | «Jamaica Jerk-Off»          | 3:59         |
| 5. | «I’ve Seen That Movie Too»  | 5:59         |

| №  | Название                                 | Длительность |
| -- | ---------------------------------------- | ------------ |
| 1. | «Sweet Painted Lady»                     | 3:52         |
| 2. | «The Ballad of Danny Bailey (1909—1934)» | 4:24         |
| 3. | «Dirty Little Girl»                      | 5:01         |
| 4. | «All the Girls Love Alice»               | 5:08         |

| №                   | Название                                              | Длительность |
| ------------------- | ----------------------------------------------------- | ------------ |
| 1.                  | «Your Sister Can’t Twist (But She Can Rock ’n’ Roll)» | 2:42         |
| 2.                  | «Saturday Night’s Alright for Fighting»               | 4:54         |
| 3.                  | «Roy Rogers»                                          | 4:08         |
| 4.                  | «Social Disease»                                      | 3:44         |
| 5.                  | «Harmony»                                             | 2:45         |
| Общая длительность: | Общая длительность:                                   | 76:32        |

## Участники записи
Приведены по сведениям базы данных Discogs, нумерация треков указана по изданию в формате компакт-диска.
Музыканты:
- Элтон Джон — вокал, Родес-пиано (песни 5, 6), меллотрон (песни 5, 6, 11), фортепиано (песни 1–6, 8–10, 12–17), Farfisa-орган (песни 3, 5, 7, 13)
- Дэвид Хенчель — ARP-синтезатор (песни 1, 12)
- Дэйви Джонстоун[англ.] — акустическая гитара (песни 3, 8, 9, 15, 17), электрогитара (песни 1, 2, 3, 5—8, 10—14, 16), колонка Лесли, слайд-гитара (песня 15), банджо (песня 16), бэк-вокал (песни 1, 2, 4, 10, 13, 17)
- Ди Мюррей[англ.] — бас-гитара (все песни, кроме 5), бэк-вокал (песни 1, 2, 4, 10, 13, 17)
- Найджел Олссон — барабаны (все песни, кроме 5), конги (песня 6), бубен (песня 9), бэк-вокал (песни 1, 2, 4, 10, 13, 17), автомобильные спецэффекты (песня 12)
- Рэй Купер — бубен (песня 12)
- Дел Ньюмэн[англ.] — оркестровые аранжировки (песни 4, 8–10, 15, 17)
- Дэвид Кац — дирижёр (песни 4, 8–10, 15, 17)
- Лирой Гомес[англ.] — саксофонное соло (песня 16)
- Кики Ди — бэк-вокал (песня 12)
- неизвестные музыканты — вокальные междометия в «Jamaica Jerk-Off» (указанные Принс Рино, Регги Дуайт и Тутс Топин, возможно, являются псевдонимами Элтона Джона и Берни Топина, хотя это неясно), драм-машина, маракасы, тимбалы, клаве в «Jamaica Jerk-Off», кастаньеты в «Funeral for a Friend», шейкер в «I’ve Seen That Movie Too», бубен в «Social Disease», аккордеон, вибрафон в «Sweet Painted Lady»

Производственный персонал:

| - Гас Даджен — продюсер, автор текста для буклета - Дэвид Хенчель — звукорежиссёр - Питер Келси — ассистент звукорежиссёра - Энди Скотт — ассистент звукорежиссёра - Барри Сейдж — оператор звукозаписи | - Дэвид Ларкхэм — арт-директор, художественное оформление - Майкл Росс — арт-директор, художественное оформление - Иэн Бек — художественное оформление - Джон Тоблер — автор текста для буклета - Эд Караефф — фотографии - Майк Путланд — фотографии - Брайан Форбс — фотографии - Крис Фостер — фотографии |

## Позиции в хит-парадах и сертификации
| Год       | Хит-парад                           | Высшая позиция | Пребывание в чарте |
| --------- | ----------------------------------- | -------------- | ------------------ |
| 1973—1975 | Австралия (Kent Music Report)       | 1              | нет данных         |
| 1973—1975 | Великобритания (UK Albums Chart)    | 1              | 93 недели          |
| 1973—1975 | Дания (IFPI)                        | 8              | нет данных         |
| 1973—1975 | Испания (PROMUSICAE)                | 8              | нет данных         |
| 1973—1975 | Италия (Musica e dischi)            | 5              | 16 недель          |
| 1973—1975 | Канада (RPM Albums Chart)           | 1              | 56 недель          |
| 1973—1975 | Новая Зеландия (N.Z. Albums Chart)  | 9              | 34 недели          |
| 1973—1975 | Норвегия (VG-lista)                 | 5              | 27 недель          |
| 1973—1975 | США (Billboard Top LPs & Tape)      | 1              | 111 недель         |
| 1973—1975 | Финляндия (Suomen virallinen lista) | 26             | 2 недели           |
| 1973—1975 | ФРГ (Offizielle Top 100)            | 41             | 5 недель           |
| 1973—1975 | Япония (Japanese Oricon LP Chart)   | 22             | нет данных         |
|           |                                     |                |                    |
| 1976—1977 | Новая Зеландия (N.Z. Albums Chart)  | 22             | 40 недель          |
|           |                                     |                |                    |
| 1979      | Новая Зеландия (N.Z. Albums Chart)  | 15             | 21 неделя          |
|           |                                     |                |                    |
| 1981      | Новая Зеландия (N.Z. Albums Chart)  | 10             | 2 недели           |
|           |                                     |                |                    |
| 1994      | Новая Зеландия (N.Z. Albums Chart)  | 36             | 4 недели           |
|           |                                     |                |                    |
| 2014      | Бельгия/Валлония (Ultratop)         | 71             | 4 недели           |
| 2014      | Бельгия/Фландрия (Ultratop)         | 59             | 5 недель           |
| 2014      | Германия (Offizielle Top 100)       | 61             | 1 неделя           |
| 2014      | Великобритания (UK Albums Chart)    | 12             | 3 недели           |
| 2014      | Италия (Classifica album)           | 70             | 1 неделя           |
| 2014      | Франция (SNEP)                      | 51             | 1 неделя           |
| 2014      | Шотландия (Scottish Albums Chart)   | 13             | 7 недель           |
|           |                                     |                |                    |
| 2019—2020 | Австралия (Australian Albums Chart) | 40             | 5 недель           |
|           |                                     |                |                    |
| 2022      | Нидерланды (Album Top 100)          | 74             | 2 недели           |
| 2022      | Португалия (AFP)                    | 31             | 1 неделя           |

| Хит-парад (1973)                   | Позиция |  |
| ---------------------------------- | ------- |  |
| Италия (FIMI)                      | 36      |  |
|                                    |         |  |
| Хит-парад (1974)                   | Позиция |  |
| Австралия (Kent Music Report)      | 2       |  |
| Великобритания (OCC)               | 7       |  |
| Канада (RPM Year-End)              | 37      |  |
| США (Billboard Top Popular Albums) | 1       |  |
|                                    |         |  |
| Хит-парад (1975)                   | Позиция |  |
| Новая Зеландия (Recorded Music NZ) | 7       |  |
|                                    |         |  |
| Хит-парад (2019)                   | Позиция |  |
| Австралия (ARIA)                   | 71      |  |

| Регион | Сертификация  | Продажи    |
| --- | ------------- | ---------- |
| Австралия (ARIA) · оригинальное издание                                                                                                   | 3× Платиновый | 150 000^   |
| Австралия (ARIA) · переиздание | 3× Платиновый | 210 000    |
| Великобритания (BPI) · оригинальное издание                                                                                               | Платиновый    | 300 000^   |
| Великобритания (BPI) · переиздание 2014 года                                                                                              | 2× Платиновый | 600 000    |
| Дания (IFPI Danmark) | Золотой       | 10 000     |
| Канада (Music Canada) | 2× Платиновый | 200 000^   |
| Новая Зеландия (RMNZ) | Платиновый    | 15 000^    |
| США (RIAA) | 8× Платиновый | 8 000 000^ |
| ^ Данные о тиражах приведены только на основе сертификации. · Данные о продажах + прослушиваниях приведены только на основе сертификации. |               |            |

## Комментарии
1. ↑  Общая совокупная длительность пребывания за все годы по состоянию на 12 апреля 2023 года — 102 недели. В период с 1973 по 2013 годы диск провёл в чарте 93 недели[40].
2. ↑  Общая совокупная длительность пребывания за все годы по состоянию на 12 апреля 2023 года — 101 неделя[47].